# Xabier Anduaga
Xabier Anduaga est un artiste lyrique espagnol, ténor, né à San Sebastián le 5 juin 1995, remarqué des grandes scènes internationales tout particulièrement dans le répertoire du bel canto.

## Biographie

### Formation et débuts
Xabier Anduaga est né en 1995 à San Sebastián, au Pays Basque espagnol. Il a fait ses études musicales au Musikene, l'École Supérieure de Musique du Pays Basque avant de suivre les master classes d’Ernesto Palacio, Alberto Zedda, Ana Luisa Chova et Juan Diego Flórez, s'assurant une solide référence dans le Bel canto.
En 2016, il est sélectionné par l’Accademia Rossiniana du festival de Pesaro qui présente tous les ans une représentation du Voyage à Reims de Rossini. Il fait alors ses débuts dans le rôle de Belfiore. Cette année-là, la sélection pour l'Accademia a été particulièrement importante selon son directeur Gianfranco Mariotti : « Cette année nous avons entendu 285 chanteurs pour en choisir 18… »
Il a fait alors ses débuts professionnels dans l'opéra mis en scène à l'ABAO de Bilbao dans le rôle du Prince dans La Cenerentola de Rossini.
Il retourne les deux étés suivants, au festival de Pesaro pour y chanter Adraste dans le Siège de Corinthe en 2017 puis Ernesto dans Ricciardo e Zoraide en 2018. Christophe Rizoud dans son article pour Forum Opera, souligne alors :« Tapi dans l’ombre d’un personnage secondaire (Ernesto), Xabier Anduaga – la nouvelle coqueluche du Rossini Opera Festival – fourbit ses armes d’une voix qui déjà dépasse en volume celle de ses partenaires ». Il chante également le petit rôle d'Arturo dans le Lucia Di Lammermoor donné en version de concert au Théâtre des Champs-Élysées en 2017 en hommage à Maria Callas, à nouveau remarqué cette fois par le critique de Res Musica : « La trop brève mais remarquée intervention de Xabier Anduaga dans le rôle d’Arturo confirme la noblesse du timbre et le talent vocal indiscutable ». Ses débuts en Fenton dans un Falstaff dirigé par son directeur artistique, Iván Fischer,  au Teatro Olimpico de Vicence, lui valent également les éloges de la critique. Durant l'été 2018 il donne un premier récital dans le cadre du festival de Paris et fin 2018 il ajoute à sa panoplie, le rôle de Warney dans Il Castello di Kenilworth au festival Donizetti de Bergame. Il termine l'année par une participation au gala Bel canto donné à la Philharmonie de Paris en décembre 2018.

### Carrière
En juillet 2019, Xabier Anduaga remporte un double prix au concours Operalia : le premier prix masculin et le Prix Don Plácido Domingo Ferrer de la zarzuela. Le ténor avait chanté en finale le célèbre « Ah ! Mes amis, quel jour de fête ! » de la Fille du Régiment. Sa carrière prend de l'essor malgré son jeune âge : il est Almaviva dans le Barbier de Séville en 2019 à Rouen puis à l'Opéra de Paris en 2020, dans la reprise de la mise en scène de Damiano Michieletto, aux côtés de la Rosina de Lisette Oropesa. Il chante également Gennaro dans Lucrezia Borgia au festival de Donizetti à Bergame fin 2019. Il participe également à l'enregistrement des ténors Michael Spyres et Lawrence Brownlee, Amici e Rivali, sorti en 2019, en interprétant le 3e ténor dans Armida,  Ernesto dans Ricciardo e Zoraide et Iago face à l’Otello  de Spyres dans le duo « non m’inganno al mio rivale ».
Après les pauses dues à la pandémie de Covid et à la fermeture des salles de spectacle, Xabier Anduaga reprend sa carrière en chantant dans le Stabat Mater de Rossini au Festival de Saint Denis en 2022, Ernesto dans Don Pasquale, au Liceu de Barcelone. Aux côtés de Jessica Pratt, il est ensuite Lord Arturo Talbo dans I Puritani à Bilbao, Gerald dans Lakmé aux côtés de Sabine Devieilhe puis  Elvino dans la Sonnambula aux côtés de Nadine Sierra, au Teatro real de Madrid. A 27 ans seulement, il vient d'être accueilli en triomphe en Nemorino dans l'Elisir d'amore pour ses débuts au Metropolitan Opera.

## Récompenses
- International Opera Award dans la catégorie « interprète masculin espoir » (2020)[19].

## Discographie et vidéographie
- Il Castello Di Kenilworth (Donizetti) - Jessica Pratt, Carmela Remigio, Xabier Anduaga, Stefan Pop, Orchestra Donizetti Opera, Coro Donizetti Opera, direction musicale par Riccardo Frizza  - 2 CD Dynamic - 2019.
- Lucrezia Borgia (Donizetti) - Marko Mimica, Carmela Remigio, Xabier Anduaga, Varduhi Abrahamyan, Luigi Cherubini Youth Orchestra, direction musicale par Riccardo Frizza - CD Dynamic
- Ricciardo e Zoraide (Rossini) -  Xabier Anduaga; Martiniana Antonie ; Juan Diego Flórez ; Ruzil Gatin ; Sofia Mchedlishvili ; Sergey Romanovsky ; Nicola Ulivieri ; Victoria Yarovaya ; Pretty Yende - RAI National Symphony Orchestra sous la direction de Giacomo Sagripanti - DVD C Major - 2018